# Comuna Șofronea, Arad
Șofronea (în maghiară: Sofronya) este o comună în județul Arad, Crișana, România, formată din satele Sânpaul și Șofronea (reședința).

## Demografie
Componența etnică a comunei Șofronea
     Români (73,54%)
     Maghiari (18,53%)
     Alte etnii (0,55%)
     Necunoscută (7,38%)
Componența confesională a comunei Șofronea
     Ortodocși (55,49%)
     Romano-catolici (22,45%)
     Baptiști (5,51%)
     Adventiști (2,7%)
     Penticostali (2,04%)
     Alte religii (3,64%)
     Necunoscută (8,17%)
Conform recensământului efectuat în 2021, populația comunei Șofronea se ridică la 2.887 de locuitori, în creștere față de recensământul anterior din 2011, când fuseseră înregistrați 2.575 de locuitori. Majoritatea locuitorilor sunt români (73,54%), cu o minoritate de maghiari (18,53%), iar pentru 7,38% nu se cunoaște apartenența etnică. Din punct de vedere confesional, majoritatea locuitorilor sunt ortodocși (55,49%), cu minorități de romano-catolici (22,45%), baptiști (5,51%), adventiști (2,7%) și penticostali (2,04%), iar pentru 8,17% nu se cunoaște apartenența confesională.

## Politică și administrație
Comuna Șofronea este administrată de un primar și un consiliu local compus din 13 consilieri. Primarul, Cristian Sandu[*], de la Uniunea Democrată Maghiară din România, este în funcție din octombrie 2020. Începând cu alegerile locale din 2024, consiliul local are următoarea componență pe partide politice:
|  | Partid                                 | Consilieri | Componența Consiliului | Componența Consiliului | Componența Consiliului | Componența Consiliului | Componența Consiliului |
|  | -------------------------------------- | ---------- | ---------------------- | ---------------------- | ---------------------- | ---------------------- | ---------------------- |
|  | Uniunea Democrată Maghiară din România | 5          |                        |                        |                        |                        |                        |
|  | Partidul Național Liberal              | 4          |                        |                        |                        |                        |                        |
|  | Alianța pentru Unirea Românilor        | 3          |                        |                        |                        |                        |                        |
|  | Partidul Social Democrat               | 1          |                        |                        |                        |                        |                        |

## Atracții turistice
- Biserica ortodoxă din satul Șofronea
- Castelul "Purgly" din Șofronea, înscris în patrimoniul cultural național, construcție secolul al XIX-lea
- Izvoare termale